# Belgium (Illinois)
Belgium é uma vila localizada no estado americano de Illinois, no Condado de Vermilion.

## Demografia
Segundo o censo americano de 2000, a sua população era de 466 habitantes. 
Em 2006, foi estimada uma população de 469, um aumento de 3 (0.6%).

## Geografia
De acordo com o United States Census Bureau, Belgium tem uma área de 1,1 km², dos quais 1,1 km² são cobertos por terra e 0,0 km² cobertos por água.

## Localidades na vizinhança
O diagrama seguinte representa as localidades num raio de 16 km ao redor de Belgium. 